# Patrick Costello (político)
Patrick Costello (21 de mayo de 1980) es un político irlandés del Partido de los Verdes que ha sido Teachta Dála (TD) por el distrito central-sur de Dublín desde las elecciones generales de 2020.

## Carrera política
Antes de su elección para la Dáil Éireann, fue miembro del Consejo Municipal de Dublín para el área electoral local de Kimmage - Rathmines después de ser elegido en las elecciones locales de 2014.

## Vida personal
Su compañera es Hazel Chu, presidenta del Partido Verde y actual alcalde de Dublín.